# مطلوبیت ترتیبی

مطلوبیت ترتیبی

مطلوبیت ترتیبی روشی برای بیان مطلوبیت کالاها در اقتصاد است که در آن به جای تعیین مطلوبیت به صورت کمی یا عددی، به ترتیب ترجیحات مصرف‌کننده توجه می‌شود. از نظر طرفداران نظریهٔ مطلوبیت ترتیبی دانستن مطلوبیت اصلی (عددی) نه ممکن و نه لازم است و مطلوبیت ترتیبی به تنهایی برای بررسی رفتار مصرف‌کننده کافی است. به بیان دیگر مفهوم مطلوبیت ترتیبی بر دو اصل موضوعهٔ زیر استوار است:
1. ممکن است بیان مطلوبیت به صورت کمی برای مصرف‌کننده ممکن نباشد با این وجود همیشه برای او ممکن خواهد بود بین دو کالا یکی را بر دیگری ترجیح دهد.
2. مصرف‌کنندگان کالاهای مصرفی خود را بر اساس مطلوبیت ترتیبی آن‌ها برمی‌گزینند.